# 鉄道博物館 (さいたま市)
鉄道博物館（てつどうはくぶつかん、英: The Railway Museum）は、埼玉県さいたま市大宮区大成町三丁目にある鉄道博物館。
東日本旅客鉄道（JR東日本）の創立20周年記念事業のメインプロジェクトとして、2006年（平成18年）5月14日に閉館した交通博物館に替わる施設として、2007年（平成19年）10月14日の鉄道の日に開館した。公益財団法人東日本鉄道文化財団が運営している。また、建設と運営には日本貨物鉄道（JR貨物）も協力している。
愛称は「てっぱく」「鉄博」。設計はジェイアール東日本建築設計事務所。なお鉄道博物館の名称は登録商標（第4816677号、第4828417号）。

## 概要
鉄道博物館のコンセプトは次のとおり。
- 日本と世界の鉄道に関する遺産と資料を広く人々に公開し、かつ旧日本国有鉄道の改革および東日本旅客鉄道に関する資料を保存し調査研究を行う。
- 鉄道システムの変遷を鉄道車両などの実物展示を中心に各々の時代背景を交えながら産業史として公開する。
- 鉄道の原理・仕組みと最新の鉄道技術、将来の鉄道技術を子供たちに模型やシミュレーション、遊具を使いながら体験的に学習できる。

車両展示スペースの線路は実際の営業線（大宮総合車両センターを含む）とも結ばれており、車両の入れ替えなどが可能なように設計されている。
当館が建設された場所は車両解体場（浦和電車区大成派出）の跡地で、それ以前は非電化時代の川越線用気動車の留置線であった。

## 沿革
- 2004年（平成16年）2月16日 - JR東日本が万世橋前の交通博物館をさいたま市へ移転し、「鉄道博物館」として開館することを発表する。
- 2005年（平成17年）11月10日 - 起工式。
- 2006年（平成18年）5月14日 - 交通博物館が閉館。以後順次展示物の移送を行う。
- 2007年（平成19年）
  - 10月2日 - 皇太子行啓。
  - 10月14日 - 開館[報道 1][注 3]。開館セレモニーには、女優の吉永小百合も出席[報道 1]。
- 2008年（平成20年）
  - 1月18日 - 同年3月末までの目標としていた入館者60万人を達成。
  - 3月31日 - 入館者100万人を達成。
  - 11月10日 - 入館者200万人を達成。
  - 11月28日 - 埼玉県教育委員会が、博物館法第10条による登録博物館として登録した。
- 2009年（平成21年）
  - 7月31日 - 閉館時間を20:00まで延長し、初のナイトミュージアムを開催。以降も不定期に開催されている。
  - 10月19日 - 入館者300万人を達成。
  - 10月21日 - 施設を一部増築し、西日本旅客鉄道（JR西日本）から寄贈された新幹線0系電車先頭車を一般公開。
- 2010年（平成22年）
  - 4月1日 - 博物館を運営する東日本鉄道文化財団の法人格が、財団法人から公益財団法人に移行する。
  - 4月25日 - 新たな体験展示「運転士体験教室」を開講[注 4]。
  - 12月11日 - 入館者400万人を達成。
  - 12月21日 - 天皇・皇后行幸啓。開館三周年を記念して開催された特別企画展「〜御料車 知られざる美術品〜」を鑑賞するために来館[注 5]。
- 2011年（平成23年）
  - 3月14日 - 東北地方太平洋沖地震（東日本大震災）発生のため、臨時休館となる。
  - 3月18日 - 東北地方太平洋沖地震および東京電力福島第一原子力発電所事故発生による電力使用量抑制のため、臨時休館となる。これ以降、開館時間の短縮や一部展示の休止が行われた。
  - 4月29日 - ランチトレインの南側の旧資材置き場に、子供向け広場「てっぱくひろば」オープン。
- 2012年（平成24年）
  - 4月2日 - 入館者500万人を達成。
  - 7月4日 - D51シミュレータに故障（動揺装置の破損）が発見されたため運転中止[注 6]。
  - 7月21日 - ノースウィング「てっぱく図書室」オープン。
  - 10月14日 - 開館5周年。「1号機関車ものがたり（1号機関車の汽笛吹鳴）」などの各種イベントを開催。
  - 12月19日 - イギリス国立鉄道博物館(National Railway Museum)と姉妹館として提携[広報 1]。提携書の調印式は東京駅で開催された。
- 2013年（平成25年）
  - 6月29日 - 入館者600万人を達成。
  - 8月9日 - ミニ運転列車にHB-E300系ハイブリッド気動車「リゾートしらかみ青池編成」とEF510形500番台交直流電気機関車「北斗星色」が追加。
  - 11月7日 - 世界鉄道博物館会議を開催。
- 2014年（平成26年）
  - 3月5日 - 「てっぱくひろば」にレンタルのニッケンから寄贈された軌陸車を一般公開。
  - 3月20日 - ミニ運転列車にE259系「成田エクスプレス」とE657系「スーパーひたち（現・「ひたち」）」「フレッシュひたち（現・「ときわ」）」が追加。
  - 9月5日 - ボルチモア・アンド・オハイオ鉄道博物館と姉妹館として提携。提携書の調印式はボルチモア・アンド・オハイオ鉄道博物館で開催された[広報 2]。
  - 9月27日 - 入館者700万人を達成。
  - 11月5日 - 現在のてっぱくひろばの部分に新館を建設し増築、同時に館内のリニューアルを行うと発表（後述）。
- 2015年（平成27年）
  - 3月28日 - ミニ運転列車にE233系「上野東京ライン」とE531系「常磐線」が追加。これに伴い、205系「武蔵野線」・209系「京浜東北線」は引退して、てっぱくひろばの遊具に転用される。
  - 4月12日 - EF55 1号直流電気機関車を展示開始。DD13 1号ディーゼル機関車をてっぱくライブラリー・てっぱくホールの館外に移動。
  - 12月5日 - 入館者800万人を達成。
- 2016年（平成28年）
  - 4月11日 - サクラメント市のカリフォルニア州立鉄道博物館（英語版）と姉妹館として提携。提携書の調印式はカリフォルニア州立鉄道博物館で開催された[広報 3]。
  - 7月5日 - 新館建設のため、てっぱくひろばを閉鎖。（2018年夏頃まで）
  - 9月1日 - ミニ運転列車にE235系「山手線」とE926形「East i」が追加。これに伴い、E231系「湘南新宿ライン」と253系「成田エクスプレス」は引退して、ミニ運転列車線路内広場の遊具に転用される。
- 2017年（平成29年）
  - 3月10日 - 文化審議会が、ナデ6141号電車を国の重要文化財（美術工芸品・歴史資料）として指定することを答申。
  - 3月24日 - 入館者900万人を達成。
  - 4月27日 - 休止していた「ラーニングゾーン」を「科学ステーション」・「キッズプラザ」に衣替えしてオープン。「ヒストリーゾーン」を「車両ステーション」に名称変更[報道 3]。
  - 7月14日 - 「鉄道ジオラマ」をリニューアルオープンして「鉄道文化ギャラリー」を併設。「レストランTD」を「トレインレストラン日本食堂」としてリニューアルオープン[広報 4][広報 5]。
  - 9月15日 - ナデ6141号電車が国の重要文化財に指定される[報道 4]。

- 2018年（平成30年）

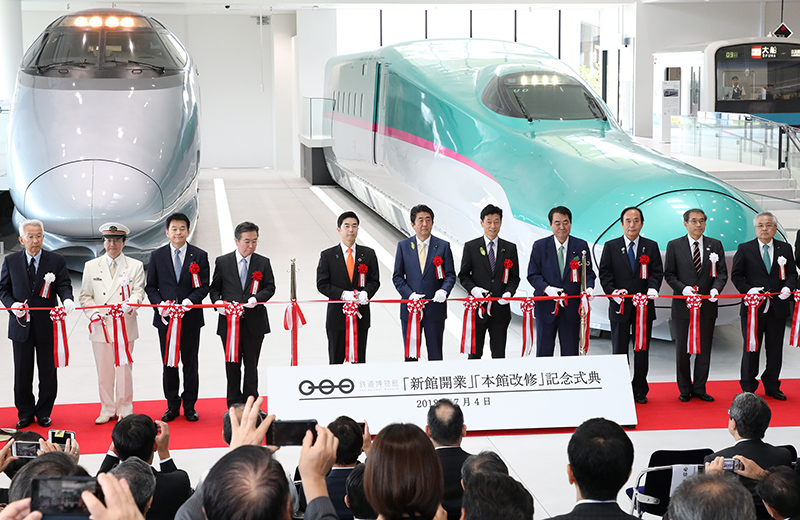
鉄道博物館新館開業本館改修記念式典

  - 3月9日 - 文化審議会が、ED40 10号直流電気機関車を国の重要文化財（美術工芸品・歴史資料）として指定することを答申[広報 6][広報 7][2]。
  - 3月14日 - E153-104号新幹線電車を展示開始。期間限定で車内の公開を行った。
  - 5月26日 - 入館者1000万人を達成。
  - 7月4日 - 新館の落成および本館の改修が完成。記念セレモニーに、内閣総理大臣の安倍晋三が出席。
  - 7月5日 - 新館を「南館」としてオープン。同時にノースウイングを「北館」に改称し、入館料及び一般駐車料金を改定[広報 8]。
  - 10月31日 - この日公布の有形文化財を重要文化財に指定する件（平成30年文部科学省告示第208号）で、ED40 10号電気機関車が国の重要文化財に正式に指定される[3][広報 9]。
  - 12月28日 - 車両ステーションで悪質ないたずらが発生[広報 10]。これにより、一部車両の立ち入りが制限された[広報 11]。
- 2019年（平成31年、令和元年）
  - 一部車両の展示公開再開[広報 12]。
  - 10月1日 - 消費税の引き上げに伴い、入館料を改定。
  - 12月10日 - Suica入館システム（入館ゲート）の使用を終了。翌11日以降は、入館券は一般的な紙発券式となる。
- 2020年（令和2年）
  - 2月29日 - 新型コロナウイルスの感染拡大に伴い、臨時休館となる（6月9日まで）[広報 13]。
  - 6月10日 - 営業を再開。新型コロナウイルスの感染予防のため入館は原則事前予約制とし、来館者への検温と消毒の実施、体験型展示やイベントの中止、開館時間の短縮などの対策を講じた[広報 14]。
- 2021年（令和3年）
  - 4月1日 - ミニ運転列車等の体験プログラムの利用が、当日配布の整理券制から専用アプリを使用する事前抽選制に変更する。
  - 9月15日 - EF64 37号直流電気機関車をJR東日本高崎支社の協力で特別展示する（27日まで）[広報 15]。
- 2022年（令和4年）
  - 10月30日 - 鉄道開業150周年ならびに開館15周年を記念して、EF58 61号直流電気機関車を展示開始[広報 16]。
  - 12月21日 - 旧高輪築堤の築堤石をプロムナード及び車両ステーションで展示。
- 2023年（令和5年）
  - 4月3日 - 発売休止中の「てっぱく年間パスポート」の代替チケットとして、「てっぱく平日アフタヌーンパス」の発売を開始する。
  - 7月19日 -  中華民国（台湾）台北市に建設中(2027年に全面開館する予定)の国家鉄道博物館（準備処）と「交流協力協定書」を調印。事実上の姉妹館として提携する事になる。
  - 10月1日 -  入館者数の制限を解除し、入館券の時間指定が撤廃される。当日券の発売と「てっぱく年間パスポート」の販売を再開。前日まで「てっぱく平日アフタヌーンパス」を購入した者に対しては、差額を支払う事により「てっぱく年間パスポート」への切り替えが可能とする処置がとられる（12月28日まで。なお、「てっぱく平日アフタヌーンパス」の発売は継続） 。
- 2024年（令和6年）
  - 1月12日 - EH500 43号交直流電気機関車及びタキ1000 1000号貨車をJR貨物の協力で特別展示する（15日まで）。
  - 3月20日 - E235系シミュレータ(映像は山手線)を南館2階シミュレータホールに増備。当館に展示されている御料車の玉座室等、美術工芸の粋を凝らした原則非公開の室内を高画質で撮影した映像「走る宮殿~御料車の世界~」を、御料車の歴史(御料車展示場)の2ヶ所で上映。
  - 4月1日 - 入館料及び「てっぱく年間パスポート」「てっぱく平日アフタヌーンパス」、体験プログラムの料金を改定[広報 17]。
  - 7月11日 - ドイツ連邦共和国ニュルンベルク市にあるDB博物館(ニュルンベルク交通博物館)と姉妹館として提携。提携書の調印式はDB博物館で開催された[広報 18][報道 5]。
- 2025年（令和7年）
  - 4月5日 - 東武博物館との連携企画として、当館で東武8000系電車(2両固定の8500型8577編成)を東武鉄道および東武インターテックの協力で特別展示する（5月19日まで・予定）。[4]当館でJRグループ以外の車両を特別展示するのは初となる。

## 館内

### 本館
エントランスがある棟。車両展示施設など、多くの展示物はここに設置されている。

#### 1階 - 車両ステーション
旧称「ヒストリーゾーン」。鉄道創世期から現在までの各時代の鉄道車両の実物が8つのテーマごとに展示されている。先述のようにこのゾーンは外部からの引込み線が接続されており、実際に作動する転車台を中心に車両が配置される。展示車両の一部は駅のホームを模したデッキ等でアプローチすることが可能である。また、方向幕がある車両の一部は表示が変わることがある。展示車両は次のとおり。

##### 日本の鉄道の黎明期 〜明治期〜
京都電気鉄道台車以外は全て旧交通博物館の展示車両。
- 150号蒸気機関車（1号機関車）- 鉄道記念物・国指定重要文化財[注 7][5]
- 1292号蒸気機関車「善光」- 鉄道記念物
- 7101号蒸気機関車「弁慶」- 鉄道記念物
- コトク5010形客車（開拓使号）- 鉄道記念物
- 創業期の客車（レプリカ）
- 京都電気鉄道全長二十尺幅六尺車
  - 台車のみの復元。

##### 全国に広がる鉄道網 〜大正期〜
- デ968号電車（ハニフ1号客車）

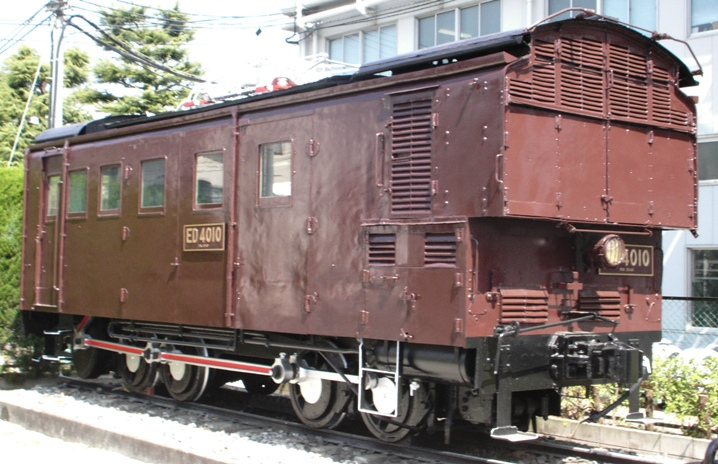
ED40 10

  - 松本電気鉄道（現アルピコ交通）より受贈。
- ナデ6141号電車 - 鉄道記念物・国指定重要文化財[報道 4]
- 9856号蒸気機関車
  - 旧交通博物館展示車両。大宮工場で車体の各部を切開する改造がされており、内部構造が観察できるようになっている。
- ED40 10号直流電気機関車 - 準鉄道記念物・重要文化財（2018年10月31日指定[広報 7][2]）
- ED17 1号直流電気機関車
- ナハ34400号客車（車内のみ・レプリカ）
- オハ31 26号客車
  - 津軽鉄道より受贈。そのため車内はストーブ列車として使用した状態のまま展示されている。
- 松山人車軌道の車両（車号なし）

過去の展示物
- 国鉄バス第1号車 乗合自動車 - 鉄道記念物
  - 旧交通博物館展示車両。2010年9月6日限りで展示を終了し、2011年3月14日開館のリニア・鉄道館へ移転（国鉄バスの最初の路線である岡多線=のちの瀬戸南線がJR東海バス管内のため）。
- 国鉄ハイウェイバス用エンジン（日野RA900P搭載のDS140型）

##### 特急列車の誕生と通勤輸送の始まり 〜戦前・戦後〜
このエリアには転車台があり、この上にC57形およびEF55形が不定期に入れ替えられながら展示されている。
- C51 5号蒸気機関車
  - 青梅鉄道公園から受贈。
- C57 135号蒸気機関車
  - 旧交通博物館展示車両。

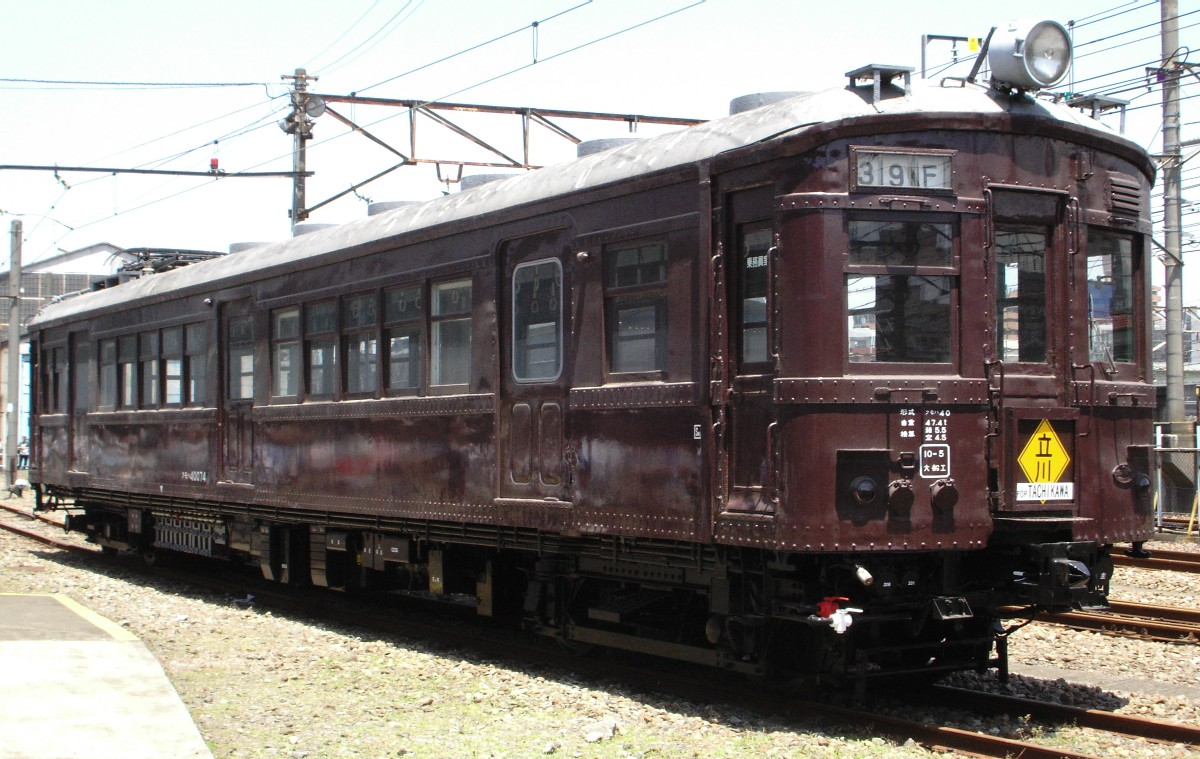
クモハ40074

- EF55 1号直流電気機関車 - 準鉄道記念物
  - かつてJR東日本高崎車両センター高崎支所に配置されていた車両。廃車後中央鉄道学園の教材として静態保存されていたが、1986年6月24日に車籍復活、その後は2009年1月までイベント用として運用されていた。2015年4月12日に車籍抹消の上展示開始。
- マイテ39 11号客車
  - かつては青梅鉄道公園展示車両。東京総合車両センターでの保管を経て鉄道博物館入り。
- キハ41307号気動車
  - 趣味団体「キハ048保存会」より受贈。
- クモハ40074号直流電車
  - かつてJR東日本国府津車両センターに配置されていた。
- TR73形三軸ボギー台車
  - 旧交通博物館展示品。青梅鉄道公園展示車両だったスシ28 102号客車が使用していたもの。

##### 大量輸送と電化時代 〜昭和30年代〜
- EF58 89号直流電気機関車

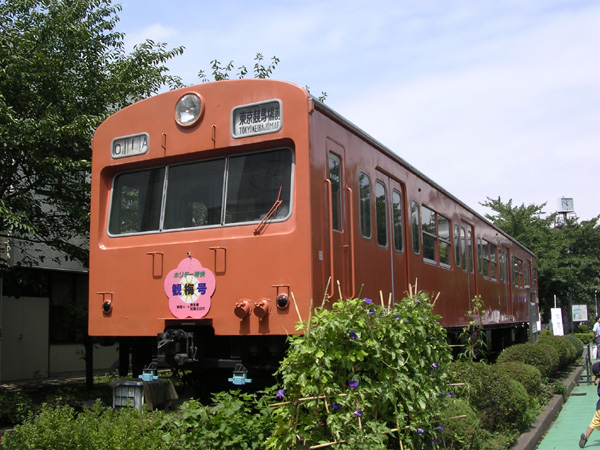
クモハ101-902（東京総合車両センター展示当時）

  - かつてJR東日本田端運転所に配置されていた車両。イベント用として活躍したのち1999年10月に車籍を抹消。その後は大宮総合車両センターで保管されていたが、鉄道博物館開館に合わせて展示物となった。
- ナハネフ22 1号B寝台緩急客車
  - かつてJR東日本鎌倉総合車両センター深沢地区に保管されていた。
- クモハ101-902号直流電車
  - かつてJR東日本東京総合車両センターで保存されていた。同所がまだ「日本国有鉄道大井工場」という名称で車両の自社製造を行っていた頃、当工場で製造された。
- クハ103-713号直流電車
  - かつてJR東日本京葉車両センターに配置されていた車両を、運転席側の2つめの旅客乗降扉の部分でカットしたモデル。以前は青22号色だったが現在はカラフルな水玉模様に塗装されている。水玉模様はJR東日本の首都圏の103系にて実際に使用されたものと同じ配色となっている。
- クハ181-45号直流電車
  - かつてJR東日本新潟車両センターで保存されていた。
- キハ11 25号気動車
  - 茨城交通より購入。2017年3月17日までは動態保存車両として展示されていた。

##### 全国に広がる特急網 〜昭和40年代〜
- クハ167形直流電車（カットモデル・レプリカ）
  - 旧交通博物館展示車両。日本車輌製造と大井工場の手で、現地（交通博物館）において出張製造が行われた。車両番号は「クハ167-1」とされ、車体は修学旅行色。前面貫通扉には通常時「なかよし」のヘッドマークが掲出されている。
  - 鉄道博物館移転当初はノースウイング（北側別館）で展示されていたが、ノースウイング改装に伴いプロムナードに設置場所を変更。その際に車体がカットされている。
- クモハ455-1号交直流電車
  - かつてJR東日本仙台車両センターに訓練車として配置されていた。
- クハ481-26号交直流電車・モハ484-61号交直流電車
  - かつてJR東日本勝田車両センターに配置されていた車両。モハ484-61は訓練車モヤ484-2となっていたが、展示の際に現役時代の姿に復元された。
- ED75 775号交流電気機関車
  - かつてJR東日本秋田車両センター（現：秋田総合車両センター南秋田センター）に配置されていた車両。日替わりで「エルム」、「あけぼの」、「カシオペア」等のヘッドマークが掲出されている。

##### 新幹線の誕生
- 21-2号新幹線電車
  - 東海道新幹線開業時のN2編成1号車。

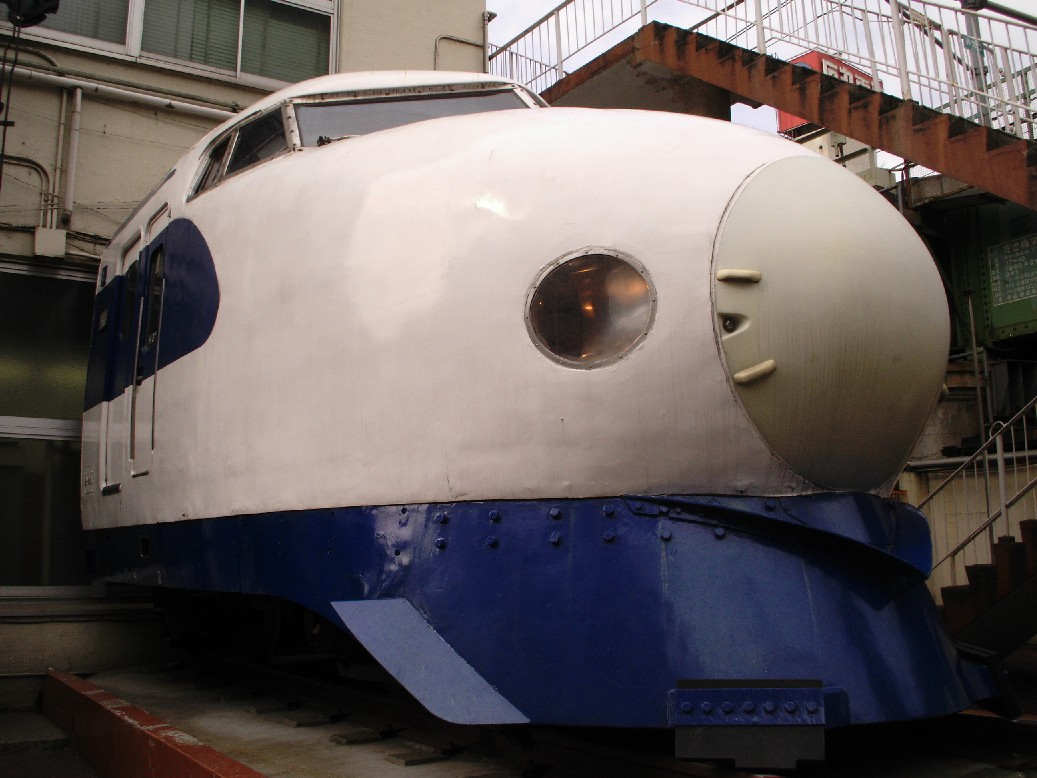
21-25（交通博物館展示当時）

  - かつてJR西日本社員研修センターで保存されていた車両。2009年10月21日より公開開始。周囲には当時の発車標や駅名標、時刻表などが再現されている。
- 21-25号新幹線電車（カットモデル）
  - 東海道新幹線開業時のH1編成1号車。
  - 旧交通博物館展示車両。
- 222-35号新幹線電車
  - かつてのJR東日本新潟新幹線車両センターK31編成10号車。
  - 2012年3月17日から始まった「東北・上越新幹線開業30周年記念特別展」の一環として、運転室の公開と「音で旅する200系新幹線」が行われた。同特別展示終了後も祝日を除く土曜日限定で「音で旅する200系新幹線」が開催されている。
- E153-104号新幹線電車
  - かつてのJR東日本新潟新幹線車両センターM4編成1号車。
  - 上越新幹線で使用された「朱鷺色」と呼ばれる塗装に東日本大震災復興推進キャンペーンのステッカーを貼付した2011年4月29日〜2012年10月28日の最終運用までの仕様で展示されている。2018年3月14日に公開開始[6]。

##### 鉄道による貨物輸送
- DD13 1号ディーゼル機関車

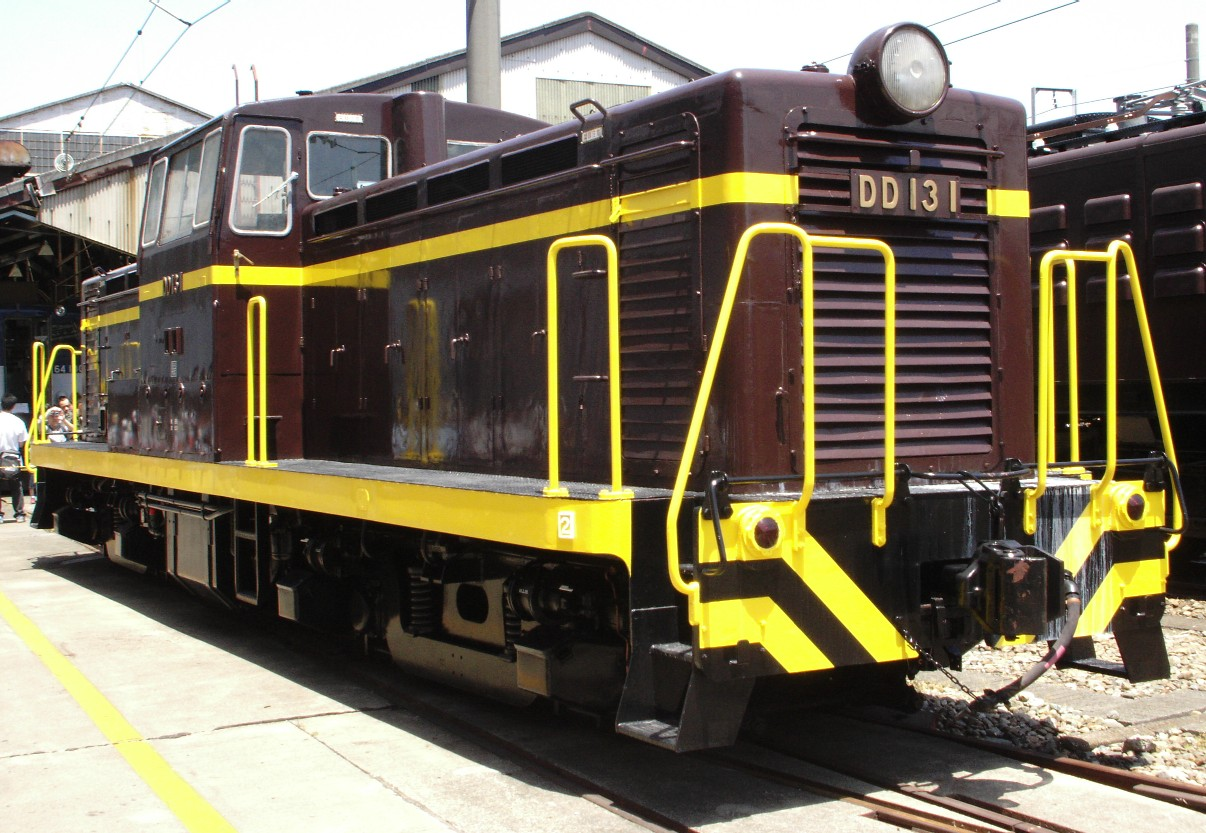
DD13 1

  - リニューアルに伴い2015年4月12日から2017年3月17日まで展示中止。2017年3月18日より屋外で展示再開。
- EF66 11号直流電気機関車
- コキ50000号コンテナ貨車
  - 16127号有蓋コンテナ
  - 19D 5001号有蓋コンテナ
  - T10 4号タンクコンテナ
  - T15 5号タンクコンテナ
  - UF15A 550号冷凍コンテナ
    - UF15A形式コンテナのみ日本石油輸送より受贈。他の4形式コンテナは日本貨物鉄道より受贈。
- レムフ10000号冷蔵緩急貨車
  - 上記の3形式車両はすべて日本貨物鉄道より受贈。

##### 御料車の歴史
- EF58 61号直流電気機関車
  - お召し列車牽引指定機。かつてJR東日本尾久車両センターに配置されていた車両。2007年6月17日までイベント用として活躍した。その後は老朽化のため運用を離脱し、東京総合車両センターで保管されていたが、日本の鉄道開業150周年および開館15周年を機に2022年10月30日よりエントランスホールにてJR東日本から寄託されて展示開始[広報 16]。周囲をアクリル板のフェンスに覆われる形で展示されている。展示開始後も車籍は有していたが、2023年5月31日に除籍・廃車となった。
- 1号御料車（初代）- 鉄道記念物・重要文化財
  - 旧交通博物館展示車両
- 2号御料車（初代）- 鉄道記念物
  - 旧交通博物館展示車両
- 7号御料車 - 鉄道記念物
- 8号御料車（女官室のみ復元）
  - 旧交通博物館展示品
- 9号御料車 - 鉄道記念物
- 10号御料車 - 鉄道記念物
- 12号御料車 - 鉄道記念物

#### 1階 - その他の施設・展示物

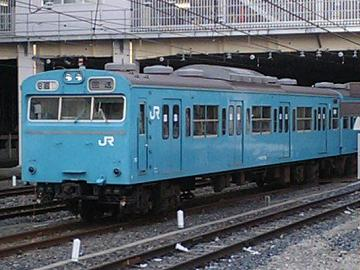
クハ103-713

プロムナード
メインエントランス付近の入館料無料の展示スペースで、明治期の鉄道車両の輪軸の実物やドイツ国鉄01形蒸気機関車とD50形の動輪の比較展示、キッズプラザ（旧ラーニングホールの「駅構内ラボ」）に展示されている103系クハ103-713が使用したTR212形台車の分解展示や、側壁にD51 426号機のカットモデル（旧交通博物館展示車両）が設置されている。また、床のタイルの一部は東北新幹線の成長（2002年の八戸開業まで）を時刻表で表現している。屋根のオブジェも東北新幹線の開業時のダイヤグラムをモチーフとしている。側壁の一部にレンガで組まれたアーチがあるが、これは交通博物館があった旧万世橋駅付近の高架橋をモチーフとしており、交通博物館の後継施設であることを象徴している。
また、2012年5月23日からは開館当初ノースウィング内のノースギャラリーに展示されていた167系のモックアップ「クハ167形 修学旅行電車なかよし」が、ノースギャラリーを「てっぱく図書室」に改装するために、当プロムナードに移設されてきた。車内の扇風機は壁面のスイッチで操作可能。
キッズプラザ
2017年4月にラーニングホールをリニューアルする形で誕生、未就学児から小学生向けの施設として、ラーニングホールで利用されていた103系を活用した「なりきりゾーン」、旧キッズスペースに相当する「プラレールゾーン」、壁面へ絵を描ける「おえかきゾーン」、3歳児迄の「乳幼児ゾーン」で構成される。また、飲食施設として「キッズカフェ（ジェイアール東日本フードビジネスが運営、メニューは同社が展開するファストフード店『ベッカーズ』のメニューをベースとしている）」を備える。
ミニ運転列車
屋外のミニ運転パーク（旧称「パークゾーン」）にあり、1周約230 mの軌道で長さ約2.4 m・幅約1.2 mの3人乗りミニ列車で運転体験ができる。
2013年頃から使用されている車種は以下の通り。選ぶことはできない。
- E531系「常磐線」
- E233系「上野東京ライン」
- E235系「山手線」
- EF55 1号電気機関車
- 新幹線E926形「East i」
- E259系「成田エクスプレス」 − 車椅子対応車両。
- E657系「ひたち」
- HB-E300系「リゾートしらかみ」（青池編成）
- EF510形「北斗星」

車両には自動列車制御装置（ATC）または自動列車停止装置（ATS）を備え、鉄道運転システムの安全性や正確性を学習することができ、隣接する運転指令室ではモニターを見ながら運行システムを理解することができる。外周はATC、内周はATS-P型によって制御されている。
軌道上には4か所の駅があり、万世橋・汐留・飯田町・両国橋とかつて実在していた駅名が使用され、駅ナンバリングも振られている。路線記号は「RM」、ラインカラーは紫。万世橋駅以外は停車しても通過してもよい（万世橋駅は必ず停車。ここで交代が行われる）。
2008年4月9日からは開館前計画の「体験展示予約器を用いた予約方法」であったが、東日本大震災以降は「整理券配布式」となった。
整理券の配布はミニ運転列車のレジ（原則）、またはメインエントランス前のエスカレータ付近（多客時）で行われていた。
2021年4月1日より運転シミュレータと同様にアプリによる抽選制となった。
利用料金は600円。悪天候時は安全のため運転が中止される。
上記の車両は2013年頃から追加で導入された2代目で、先代の車両はそれらに置き換えられる形で引退した。開館当初の車両は209系京浜東北線・205系埼京線・205系武蔵野線・E231系湘南新宿ライン・251系スーパービュー踊り子（車椅子対応）・E257系あずさ・253系成田エクスプレスの6系式7種。
てっぱくライン（運休中）
旧称「ミニシャトル」。本館の「博物館中央駅」と北館の「博物館北駅」を結ぶE2系1000番台を模したミニ列車。利用は無料。2023年4月1日現在、車両の老朽化等により運休としており、同年8月1日から「博物館中央駅」で留置中の車両を休憩施設としてドアを撤去して開放している。
平日は往復運転・土休日は片道運転を行っており、往復運転時は「博物館北駅」での乗降はできない。悪天候時は安全のため運転が中止される。
455ランチトレイン
旧称「フレンドリートレイン」。国鉄457系電車モハ454-4・クハ455-2が設置されており、車内での飲食が可能。予約団体優先となっているが、予約がない場合は一般客の利用も可能。
183ランチトレイン
建物の南側屋外に2008年8月1日に設置された。ヒストリーゾーン南側屋外に183系クハ183-1009・クハ183-1020および189系モハ189-31・モハ188-31の計4両が置かれており、455ランチトレイン同様車内で飲食が可能。設置当初は館内から南に延びる形で4本の線路にそれぞれ1両ずつ置かれていたが、「てっぱくひろば（下記）」設置に伴う用地捻出のため先頭車+中間車の2両1組で西側の2本の線路にまとめられ、東側2本の線路は撤去されている。先頭車のヘッドマークは設置当初は「あずさ」・「さざなみ」だったが、「あさま」・「とき」、「かいじ」・「あずさ」、「しおさい」・「あずさ」を経て2021年6月現在は「踊り子」・「湘南新宿ライナー」に変更されている。
運転シミュレーター
車両ステーションの一角にD51形シミュレーターが設置されている。運転シミュレーターを参照。
この他、1階にはミュージアムショップ「TRAINIART（トレニアート）」、流政之作の彫刻「ぽっぽや」がある。

#### 2階
鉄道車両年表
旧称「鉄道歴史年表」。日本の鉄道車両史を中心にした長さ約75 mの年表があるほか、1階の車両ステーションを一望できる。年表の掲示スペースは当初2014年までであったが、後に2030年代まで対応できるように延長した。
2012年4月16日からはこの年表の脇（喫煙所側）にモハ63形電車の車内モックアップが展示された（2010年2月28日に解体された クモヤ90801号を使用）。
模型鉄道ジオラマ
横幅約25 m・奥行約8 m・面積約200 m2の地形模型上に16番ゲージ鉄道模型（縮尺 : 在来線80分の1・新幹線87分の1）を敷設した。軌道総延長約1,400 mで最大20編成の車両走行が可能。保有車両数は約600両。鉄道をテーマとした16番ゲージレイアウトとしては日本最大級。日本の鉄道の特徴的なシーンを再現し種々の鉄道施設、車両を一望することができる。スタッフが解説しつつ列車を走行させる約10分間の運転プログラム（登場車両や演出に複数のパターンが設けられている）を30 - 60分間隔で実施している。照明の調整によって時間帯毎の演出を行って1日の様子を再現し、プログラム内では本物の発車メロディや車内メロディが流れる。なおプログラムは先着・スタンド席着席制で、観覧は無料。
2017年7月14日に大規模なリニューアルを実施。ガラス仕切りの撤去を行ったほかプログラムの中にE5系とE6系の併合分割シーンを入れたり、烏山線で運行されている蓄電池電車EV-E301系（ACCUM）や烏山駅の充電設備がジオラマに再現されたりするなどした。
鉄道文化ギャラリー
鉄道に関連する小説・漫画・音楽などの作品や、駅弁など鉄道と関わりの深い文化を展示する施設。
スペシャルギャラリー
企画展示が行われるスペース。
コレクションギャラリー
実際に使用された駅名標など、鉄道博物館が収集した資料の一部を展示するスペース。
科学ステーション（2階）
ラーニングゾーンをリニューアルして2017年4月27日に開設。鉄道の原理や安全・安定輸送のシステム、鉄道車両の動力やブレーキのしくみなどを模型などの実験装置を使って体験学習できる。
ライブラリー
鉄道に関する図書・雑誌や時刻表が閲覧できる（一部を除き閉架式）。蔵書は約33,000冊。鉄道貴重文献（鉄道古文書（重要文化財）、逓信省公文書、鉄道会議議事録、鉄道公報、鉄道院文書、地方鉄道文書、近世交通史料、車輛取扱い説明書）を所蔵し、旧交通博物館時代より収集している自動車・船舶・航空関連図書も収蔵している。
利用する場合は事前予約制（2020年10月8日より）で、利用時間は10 - 17時。それ以前は土・日曜日・祝日・振替休日は予約不要で利用でき、平日のみ事前予約制としていた。貸し出しや複写はできない。なお、絵本などの児童書は「キッズライブラリー」へ移された。
てっぱくシアター
南館へ移転した「運転士体験教室」を改装してオープン。鉄道に関する記録映画など上映する映写室。3D映像に対応。2018年現在はシアター前の受付簿にて予約が必要となる。
トレインレストラン日本食堂
旧称「レストランTD」。2017年7月14日開店。食堂車を模した内装となっており、かつて食堂車で提供されたメニューを模したものが提供される。
その他の展示として、さいたま市出身の銅版画家・山本容子作のステンドグラス『過ぎゆくもの』がある。

#### 3階
科学ステーション（3階）
ラーニングホールをリニューアルし、2017年4月27日に開設。鉄道車両の動力やブレーキの仕組みを実物の部品を用いた装置などを使って体験学習ができる。
新幹線ラウンジ
旧称「ビューデッキ」。走行中の新幹線・ニューシャトルを観察することができる飲食可能な休憩スペース。

#### R階（屋上）
パノラマデッキ
新幹線・在来線・ニューシャトルの各線を一望できる地上25 mの展望台。雨天の場合は閉鎖される。

### 北館
旧称ノースウィング。本館からミニ運転パークを挟んで北側にある施設。てっぱくラインにて本館から移動することも可能（片道運行時のみ）。
キッズライブラリー
旧称「てっぱく図書室」。開館当初「ノースギャラリー」と「キッズスペース2」として使用したスペースを改装して、2012年7月21日にオープンした子供向けの鉄道に関する絵本などを置いた図書室。利用時間は10 - 16時30分。貸し出しや複写はできない。
図書室の座席には実際に東北・上越新幹線や在来線特急の車両で使用されていた座席が設置され、旅行中の車内で本を読んでいるような体験ができる。
この改装により、ノースウイングにあったノースエントランス（北口）は廃止となり、ノースギャラリーにあった売店も撤去された。
動態保存庫
キハ11形気動車（キハ10系気動車）（キハ11 25・元 茨城交通 キハ112）が動態保存車両として展示されていた（車両ステーションの「4．大量輸送と電化時代 〜昭和30年代〜」の保存車両である）。2017年3月18日以降は静態保存とされている。
プロムナードに展示されていた昭和期の車輪の実物は、こちらへ移設された。
2017年3月18日、かつてヒストリーゾーンで展示されていた国鉄DD13形ディーゼル機関車が本施設に移設展示となった。
鉄博ホール
通常時は当館が収蔵する映像・ビデオなどを上映するためのスペースで、特別な企画・催事などがあった場合にも使用する。180名を収容することができる。なお映像上映は、当該ホールの使用を事前に予約した団体がある場合には中止となる。

### 南館
2018年7月5日にオープン。てっぱくひろばを縮小し、新たに開設された。本館2階とデッキで接続する。
なお、南館は本館と異なり、線路の本線への接続はされていない。

#### 仕事ステーション
現在の鉄道をテーマに、鉄道の運行を支える仕事を紹介するエリア。列車運行に用いられる設備や保線に用いられる道具の実物、実物同様の実装をした踏切などが展示されており、鉄道の様々な仕事に関するクイズを出題する端末もある。

##### 展示車両
- 411-3号新幹線電車 - JR東日本山形車両センターL3編成11号車。
  - 2010年4月に引退後、福島駅近くにある福島総合運輸区にて保存されていた。
  - 2017年12月1日〜3日にかけて福島から陸送された[10]。
  - 山形新幹線開業時の塗装に復元されて展示されている。
  - 最終営業時に車掌が感謝の思いを込めて書いたと思われるメッセージの付箋が、車掌室に残っている。
  - 東京方の先頭車だったため、展示の都合上向きを逆（東京方→山形・新庄方）にしている。
- E514形新幹線電車（実寸大モックアップ） - 展示のために車両番号を「E514-9001」として新たに製造。編成番号は「U0」。
  - 実車同様に日立製作所にて製作された。展示用のため走行機器は無く、フルカラーLED行先表示器が表示（「東京」、「新青森」、「新函館北斗」または「札幌」と表示）され、車内は実車と同じくグランクラスとなっている（通常は非公開だが、イベント時等に有料で車内に入れることがある）。

#### てっぱくひろば
ランチトレインの南側の旧資材置き場に、2011年4月29日より設置された子供向け広場。新館（南館）建設のため、2016年の夏に一旦閉鎖された。「子供と一緒にお弁当を食べられる広場がほしい」という声に応え、芝生が敷かれた公園になっていた。幼児が遊ぶために東北新幹線E5系「はやぶさ」を模したすべり台「E5系スライダー」、京浜東北線E233系を模したジャングルジム、新幹線先頭車を模した一人乗りスプリング遊具がおかれていたほか、土休日は広場内に敷かれたレール上をE5系（「はやぶさ」仕様）の形をした小さな新幹線が「ミニ新幹線はやぶさ」として運行された。また、大宮総合車両センターと館内を繋ぐ線路を利用して、現役車両の出張展示も行った（オープン初日の展示は大宮総合車両センター保管のEF58 93「青大将色」と東鉄工業の軌陸車）。その後、南館の開館により、その脇に縮小移設して再スタートとなり、「ミニ新幹線はやぶさ」は1回200円となったほか、E7系を模したジャングルジムが作られた。

#### 仕事ステーション
運転シミュレーター
運転シミュレーターを参照
運転士体験教室
本館コレクションギャラリーの南側を改装し、2010年4月24日にオープンした体験展示。南館開設に伴い、南館へ移転。
小学1年生以上（小学1年生 - 4年生は保護者の同伴が必要）25名の定員制で、利用料金は600円（各講座の開室時に支払）。
E233系3000番台を基に、教師のインタープリタの講習を受けながら皆で一緒に運転士体験をする。
当初は10:00の開館と同時に受付が開始され、定員になり次第、受付終了としていた。
2021年4月1日より運転シミュレータと同様にアプリによる抽選制となった。
オープン当初は初級のみの体験だったが、2010年6月2日からは『中級』、2010年7月1日からは『上級』が開始された。コースは以下の3種類。
1. 初級 : 基本走行（発車・停車）体験
2. 中級 : 信号と速度制限体験
3. 上級 : 定時運転体験及び修了試験

モデル線区は高崎線 大宮→籠原間。1階シミュレータホール内D51形、209系、211系と同様に音楽館が制作を担当した。
室内の撮影は可能だが、フラッシュ撮影は禁止。また、三脚などを使って運転の様子を撮ることも原則禁止。
上級講座の最後には修了試験がある。それに合格する（=600点満点を出す）と、「優良修了証」と「鉄道博物館オリジナルグッズ」が授与される。
修了試験にすでに合格したことがある人が再度合格した場合は、「鉄道博物館オリジナルグッズ」のみ授与される。

#### 未来ステーション
未来の鉄道をテーマとし、自らのアバターを作り未来の鉄道技術を学習する施設。外国語にも対応。

#### 3階
歴史ステーション
日本の鉄道の歴史を学ぶ施設。1872年の鉄道開通から現在までの歴史を大きく6つの時代に区分し、時代ごとの技術発展について、当時の資料や実際に使用されていた保存展示物を用いて学ぶことが出来る。

#### 4階
トレインテラス
在来線側に設置された屋上広場。在来線側が一望出来る。テーブルが設置されており、飲食も可能。
ビューレストラン
新幹線側に設置されたレストラン。新幹線側が一面ガラス張りとなっており、通過列車を見ながら食事が出来る。南館開設前に本館に設置されていた日本食堂の移転相当として、ハチクマライスなど、日本食堂にて提供されていたメニューを多数揃える。

## 過去の施設
ラーニングホール（本館1F）（2016年10月閉鎖）
「駅構内ラボ」「車両工場ラボ」「デザインラボ」「ミニ運転列車運転指令室」の4種類があり、鉄道業務の体験学習ができた。
「車両工場ラボ」では台車の分解・組み立て作業を体験できた（東日本大震災以降、休止）。
「駅構内ラボ」（駅名は「てっぱく」）には自動券売機や自動改札機（旧式のJR型）、みどりの窓口が設置され、ホームにはかつて横浜線・京葉線で使われていた103系クハ103-713のカットボディが展示され、これらを使った「ラーニングプログラム」が開催されていた。
「駅構内ラボ」のプログラムは以下の3つ
1. 自動券売機体験（11:00開始・土休日限定）…切符を買って電車に乗るまでの体験。自動券売機や自動改札機の中を見ることもできる。発券した切符は持ち帰り可能。
2. みどりの窓口体験（13:30開始・毎日・小学1年生以上）…窓口で切符（新幹線の指定席券）を売る・買う体験。申込書と切符は持ち帰り可能。
3. 103系車掌体験（16:30開始・土休日限定・小学5年生以上）…車掌が駅で行う指差喚呼を行い、車掌が駅で行う安全確認動作を体験する。
4. ちびっこ車掌体験（15:30開始・土休日限定・小学生対象）…上記「103系車掌体験」を小学1年生から4年生の児童も体験できるようにしたもの。

2013年11月4日現在の発車メロディーは武蔵野線西船橋駅（10番線）などで使用されている「雪解け間近」である。
「発車メロディー」は何度か変更されている。開館当初は新宿駅15番線などで使われている「twilight」、東日本大震災直前の1か月ほどは「遠い青空」だった。
また、夏休みなどの長期休暇等には本職の車掌がレクチャーを担当することもある。
閉鎖後、「車両工場ラボ」で展示されていたDT46形台車（201系が使用）はエントランスに移された。
レストラン「日本食堂」（本館1F）（日本レストランエンタプライズが運営。同社の旧社名から命名。2018年2月12日閉店）
食堂車の賄い料理で乗客が食べることのできなかった「ハチクマライス」がメニューにあった。現在ハチクマライスは、南館の「ビューレストラン」にて提供されている。閉店後、店舗施設を撤去して空きスペースとなっていたが、2022年10月にEF58 61を展示することになった。
「レストランTD」（本館2F）（運営はエムエフエス（旧 : 森永フードサービス）。2017年5月7日閉店）
TDは食堂車を意味する記号。跡地はトレインレストラン日本食堂となった。
キッズスペース（本館2F）（2017年3月23日閉鎖）
靴を脱いで遊べるスペースで、プラレールを自由に遊ぶことが出来た。3歳以下の子供と保護者のみしか入れないが、授乳室や子供用のトイレ等もあり、休憩することができた。鉄道模型ジオラマの隣にあり、キッズスペースにもジオラマを見ることのできる窓があったが、キッズスペース側にプログラムの音声は入らない。跡地は鉄道文化ギャラリーにリニューアルされ、キッズスペースの後継施設はラーニングホールをリニューアルしたキッズプラザとして開設された。
ラーニングゾーン（本館2F、3F）（2016年10月2日閉鎖）
鉄道の原理や、安全・安定輸送のシステム、鉄道車両の動力やブレーキのしくみを、実物の部品を用いた展示装置などを使って体験学習できた。跡地は科学ステーションとしてリニューアルされた。
ホール中央では「電車がぶつからない仕組み」と題して信号機の解説を行っていた。（11:00開始・毎日・小学4年生以上）
Suica入館システム（入館ゲート）（2019年12月10日使用終了）
鉄道博物館では、ICカードによる入館システムを2019年12月10日まで用いていた。2019年12月11日以降は、博物館で一般的なチケット式の入館券となった。
入館に際しては来館者が所持するSuicaなどが使用できるようになっており（一枚に付き一人）、入館口には入・退館ゲート（Suica対応ビル入・退館用のゲートシステム）が設置されていた。具体的な入館方法はSuica電子マネーを利用した電子チケット方式を採用していた。このため、電子マネー非対応のSuicaは使用できなかった。
Suicaと相互利用可能な他社カードについては、PASMO・ICOCA・Kitaca・TOICA・SUGOCA・nimoca・はやかけん・manacaが使用可能。PiTaPaはシステム上の理由により使用できなかった。
履歴印字でのコード表記は「物販」であった。
入口にある電子チケット券売機で入館券の情報を登録する。Suicaのチャージ残額を使って購入するため、残額が入館料金に満たない場合は全額現金決済となっていた。なお、チャージ機（読み取り機がSuicaを上に乗せるタイプであるためモバイルSuicaも可能。）も設置されている（インフォメーション脇にも設置）。
エントランスのゲートを通して入館する。当日に限り再入館も可能（2019年12月11日以降は、直接エントランスカウンターで再入館を申し出ると「再入館券」が渡される形に変更された）。
SL運転シミュレータとミニ運転列車は、2008年4月9日以降は体験展示予約機を使用した予約制となっていたが、東日本大震災以降はこの体験展示予約機を使用せず、整理券配布式となっている。
模型鉄道ジオラマの観覧プログラムも同様に専用予約機で予約情報を記録する方式だったが、先着制となっている。
レストランやミュージアムショップでもSuica（およびSuicaショッピングサービスで電子マネー相互利用可能なIC）が利用できる。また、館内にはSuica電子マネー対応の自動販売機（acure）がある（対応していない自動販売機もある）。
Suicaなどを所持していない来館者は、入口にある貸し出し用の入館カードを借りていた。そのため、紙製の入場券が存在しなかった。なお、退館時には来館記念カードが手渡されていた。
なお、システム稼働時に存在した当博物館の会員組織・「Teppa倶楽部」の会員は、会員証を提示するだけでは入館出来ず、入口で会員用の貸出入館カードに引き換えてから入館していた。この時、会員証を預かり、退館時に入館カードと引き替えに会員証が返却されていた。

## 運転シミュレータ
本博物館には鉄道車両の運転を精密に再現したシミュレータが設置されている。本館の車両ステーション1階に蒸気機関車D51形、南館の仕事ステーション2階に東北新幹線E5系、山手線205系、京浜東北線E233系、高崎線211系、山手線E235系の計6種類が設置されている。山手線205系および高崎線211系のシミュレータは交通博物館から移設されたもの。
また「車掌シミュレータ」として、南館仕事ステーション1階に京浜東北線209系が設置されている。このシミュレータは、交通博物館から移設され2017年9月まで運転シミュレータとして運用されたものを転用改造したもの。また、交通博物館から移設されたシミュレータとして新幹線200系シミュレータがあったが、シミュレータホールの南館移設時に撤去された。

### アプリ抽選制のシミュレータ
D51形シミュレータ、E5系シミュレータ、車掌シミュレータの3種類はアプリによる抽選制で、スマートフォン・タブレットに「てっぱく抽選アプリ」をインストールして抽選に参加し、当選者が指定された時間に利用する。

#### D51形シミュレータ
D51形のシミュレータは日本初の蒸気機関車シミュレータであり、蒸気機関士を体験することができる。『Train Simulator』の製作元である音楽館によって釜石線花巻 - 新花巻、鱒沢 - 岩手二日町 、岩手二日町- 遠野、新花巻 - 土沢間で撮影された映像を使用している。また実車同様に揺れが発生したり、「機関士と機関助士」モードでは石炭をくべる作業も加わり、機関助士の投炭による感覚がそのまま体験できる。ATS装置も作動させることが可能。運転台はプロムナードに設置されているD51 426号機のキャブ部分を使用している。
なお、基本は「機関士のみ」モードのみ使用し、ATSの動作も行わない設定にされているが、事前に申し入れがあって係員の判断によっては「機関士と機関助士」モードやATSの動作も特別に可能になる場合もある。
- D51シミュレータの予約方法の変貌/体験料金/体験の際の注意など
  - 開館前の計画では、インフォメーションの近くや館内各所にある体験展示予約機を使用する予定だったが、開館直後からの混雑のためそれを使用せず、しばらくの間は整理券配布方式になった。
  - 2008年4月9日よりシミュレータホール近くの体験展示予約機による予約制に戻された。予約は10時と11時45分の2回でそれぞれ午前、午後の好きな時間帯を選択できるようになった。
  - 東日本大震災による故障から復旧した2011年12月23日の「花巻駅 - 新花巻駅（初級区間）」の運転再開時より、再び予約方法が変更される。
  - 新型コロナウイルスによる休止前は、シミュレータホール内レジでの整理券配布式・開館と同時に1日分（27名）の配布をしていた[広報 20][広報 21]。
  - 利用料金は600円。運転体験は中学生以上。運転操作が複雑であることから大人が子供を膝の上に乗せて運転することはできない。
  - 体験開始時間の5分前までにシミュレータホール内のレジにて会計を済ませる。（これを過ぎると「キャンセル扱い」となる）
  - 1日に1回メンテナンスのため、休止する時間帯 (13:45 - 14:00) がある。事実上、1日に体験できる最大人数は27人。

運転体験のできる区間は以下の通り。
| 区間                  | 難易度 | 開始時期           | 備考                              |
| --------------------- | ------ | ------------------ | --------------------------------- |
| 花巻駅 - 新花巻駅     | ★      | 2007年10月14日から | 東日本大震災復旧後…2011年12月23日 |
| 岩手二日町駅 - 遠野駅 | ★★     | 2008年3月1日から   | 東日本大震災復旧後…2012年2月8日   |
| 鱒沢駅 - 岩手二日町駅 | ★★★    | 2014年1月2日から   | SL銀河運行開始記念                |
| 新花巻駅 - 土沢駅     | ★★★★   | 2010年9月1日から   | 東日本大震災復旧後…2012年3月17日  |

この他、宮守駅 - 柏木平駅 （難易度★★★★★）や、JRでの機関士訓練用として花巻駅 - 遠野駅を全区間通しで運転するプログラムもあるが、一般で運転できるのは上記の区間のみ。
D51形が旧型客車（スハ43系）5両を牽引するという設定で運転が行われる。

#### E5系シミュレータ

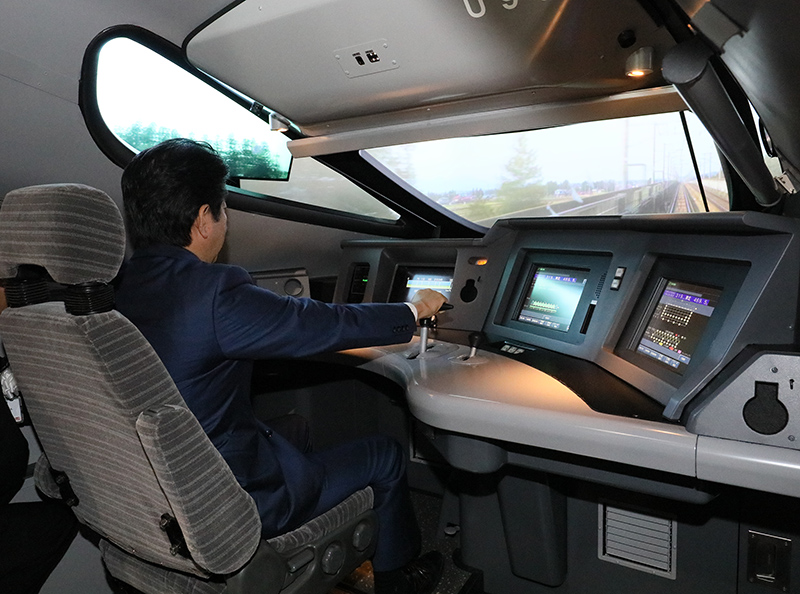
E5系シミュレータ

- 本シミュレータは新幹線の運転を体験できるシミュレータで、最高速度320 km/hを体験できる。E5系のモックアップ（カットモデル状）内に実物と同様の運転台を実装したもの。
- 東北新幹線を収録しており、初級・中級・上級の3つのコースがある。
  - 初級：新白河 - 郡山
  - 中級：福島 - 仙台
  - 上級：北上 - 盛岡
- 中級、上級には途中駅（白石蔵王、新花巻）があるが、どちらも通過となる。
- 利用料金は600円。体験運転は小学生以上。
- 製作はD51シミュレータと同じく音楽館[12]。

#### 車掌シミュレータ
- 本館に以前設置されていた京浜東北線209系運転シミュレータを大規模改造した車掌体験用シミュレータ。ドアの開閉や車内アナウンスなどが体験できる。
- 以前本館のラーニングゾーン1F（現:キッズプラザ）で体験できた103系の車掌体験と異なり、シミュレータを用いての体験となる。
- 区間：京浜東北線 上野 - 東京（快速・ただし、プログラムが2015年3月14日以前の運行パターンのため、神田と土休日停車の御徒町は通過）
- 利用料金は600円。体験運転は小学生以上。
- 製作は東急テクノシステム
- 仕事ステーション1階のデモンストレーションにも用いられ、出発時機表示器や車掌用マイクなどが地上展示物と連携出来る仕様となっている。

### 整列制のシミュレータ
前述の3種類のシミュレータと違いアプリによる抽選はなく、体験したいシミュレータに並び順番を待つ。また、いずれも追加の料金はかからない。運転操作などはディスプレイや音声で案内される。「大人サイズ」で作られているので、小さな子供は大人のひざの上に乗せて運転するように係員から指示される場合がある。いずれのシミュレータもスタートボタンにより開始されるが、205系シミュレータは椅子がスイッチになっているため途中で立ち上がってはならない。また体重が軽いとセンサーが反応しないため大人が一緒に座る必要がある。
- 211系シミュレータ
  - 交通博物館より引き継がれたもので、開館当初は交通博物館時代と同様のコンピュータグラフィックスの映像だったが、2009年4月29日に実写映像へリニューアルされた。
  - 高崎線大宮 - 籠原間が体験できる。
  - 保安装置として、ATS-Pが実装されている。
  - 実写リニューアルはD51形と同様に音楽館が担当した[13]。
- 205系シミュレータ
  - 本シミュレータは交通博物館時代と同様の映像を使用している。鉄道博物館への移設当初は同シミュレータの床下に揺動装置が組み込まれ、車両の揺れが再現されていたが、南館への移設の際に揺動装置は取り外されている。
  - 山手線内回りの大崎 - 田端間（映像は1987年1月にクモヤ143形の特別列車により収録）が体験できる。
    - このため、品川 - 田端間の風景がE233系シミュレータと比べて大きく変わっている。

  - 保安装置としてATCが実装されている。
  - 製作は三菱プレシジョンが担当[14]。
  - 本シミュレータは「一駅交代制」ではなく「制限時間制」（約3分、1 - 2駅で交代）。
- E233系シミュレータ
  - 南館に新たに設置されたシミュレータ。本館2階から南館2階に移転した運転士体験教室のものとは異なり、第2計器モニタも含めた運転台計器全てが設置されている。
  - 車掌シミュレータに改造された209系に変わる形で京浜東北線が収録される。区間は品川 - 赤羽間で、北行のみの運転[注 9]。
  - 製作はD51シミュレータと同じく音楽館[15]。
- E235系シミュレータ
  - 2024年3月より増備されたシミュレータ。
  - 山手線内回りが収録されている。区間は新橋 - 大崎間[注 10]。
  - 基本設計は、同じく南館増築後に導入されたE233系シミュレータに準じているが、205系やE233系と異なり、保安装置に定位置停止装置（TASC）が採用されており、手元のスイッチで切換できる[注 11]。

### 過去の設置
- 209系シミュレータ
  - 211系と同様に交通博物館より引き継がれたもので、リニューアルも211系と同様に実施された。
  - 京浜東北線大宮 - 田端間が体験できた。
  - 保安装置として、ATC（大宮 - 南浦和手前）・D-ATC（南浦和手前 - 田端）が実装されていた。
  - 実写リニューアルはD51形と同様に音楽館が担当[16]。車掌シミュレータに転用され、2017年9月をもって引退。
- 200系シミュレータ
  - 交通博物館より引き継がれたもので、本シミュレータは、他のシミュレータとは異なり、「高速運転」や「故障・事故発生時のバックアップシステム」を体験できるものとなっていた。体験プログラムの内容は選べなかった。
  - 保安装置としてATCが実装されていた。
  - 製作は205系と同じく三菱プレシジョンが担当[14]。
  - シミュレーターホールの南館移設に伴い引退。後継としてE5系シミュレータが設置されている。
  - 2011年に開館したリニア・鉄道館にN700系新幹線運転シミュレータが設置されるまでは、日本の鉄道博物館で唯一、新幹線の運転体験をできるシミュレータであった。

## 利用案内

### 入館料金
| 区分                   | 個人    | 団体    | 年間パスポート | 平日アフタヌーンパス |
| 一般                   | 1,600円 | 1,200円 | 6,200円        | 4,800円              |
| 小中高生               | 600円   | 400円   | 2,500円        | 2,000円              |
| 幼児（3歳 - 未就学児） | 300円   | 160円   | 1,000円        | 800円                |

- 障害者手帳およびそれに準ずる手帳・証明証等の所持者は、当人並びに付添人1名のみ一般800円 / 小中高生300円 / 幼児150円（当日券から半額。2024年3月31日までは団体と同料金）
- 団体は一団体あたり20人以上の有料入館者に対して適用
- 年間パスポートは2020年6月10日から2023年9月30日まで販売を停止していた
- 平日アフタヌーンパスは平日の12:00以降の入館に限り使用可能

前身の交通博物館の料金は大人・個人310円（閉館時）。また、交通博物館時代には株主優待の一環として、JR東日本の株主向けに無料入場券が配布されていたが、当館では2016年まで株主向けの入場券等が配布されなかった。その後、2017年度から株主向けの割引入場券（50 %割引）が配布されている。
2007年10月14日の開館時から南館開館までの入館料金は、個人が一般1,000円 / 小中高生500円 / 幼児200円、団体が一般800円 / 小中高生400円 / 幼児100円であった。また、当館の会員組織、「Teppa倶楽部（てっぱクラブ）」に入会すると1年間の入館フリーパスが与えられており、年間一般3,000円、小中高生1,500円、幼児600円。
交通博物館時代から引き続き、前売り入館券が2007年9月1日からJR東日本のみどりの窓口とびゅうプラザで販売されたが、2007年12月28日までは日付指定制となっており、前売りによる割引は行われなかった。ただし特典として館内のレストランで使用できるソフトドリンクの無料引き換え券が付いていたため、実質的に上記の通常料金を団体料金に割り引いた形となっていた。前売り入館券の利用日変更や払い戻しはできなかった。2018年4月1日より、セブン-イレブンで通常料金から100円割引となる日時指定制の前売入館券の取り扱いを開始した。その後、ローソンとミニストップでも取り扱いを開始した。
2020年6月10日より2023年9月30日までは入館を事前予約制にしたため、前売入館券は入館開始時間を指定して購入する方式とした。具体的には、「10:00以降」から1時間ごとに「14:00以降」までの5回の中から選択することとなった（入館はいずれも入館終了時間まで）。ただし、入館後の滞在時間の制限は行なっていなかった。期間中は当日券は直接博物館で購入出来ない事になったため、前日まで前売券が完売していない場合に限りセブン-イレブン、ローソンとミニストップにて入館開始開始時間を指定して購入する形とした。
なお、障害者手帳所持者やJR東日本の株主サービス券等の各種利用券、各種入館引換券の所持者は、入館当日に直接エントランスカウンターで所定の入館料金を支払うか入館券に引換える（入館規制中は例外的な処置として行なっていた）。
この他、当館が主な舞台として描かれている「新幹線変形ロボ シンカリオン」のアニメ版各シリーズとタイアップして、東京都区内から大宮駅までの往復乗車券とニューシャトル（大宮駅から鉄道博物館駅まで）の往復乗車券、新幹線自由席の往復特急券（東京駅・上野駅から大宮駅まで）、当館の入館引換券と記念のノベルティをセットにした特別企画乗車券・『シンカリオン×てっぱくきっぷ』も発売されており、JR東日本の首都圏の駅（一部を除く）の指定席券売機にて購入できる。

### 開館時間及び休館日
- 開館時間
  - 10時 - 17時（最終入館16:30）
- 休館日
  - 毎週火曜日、年末年始（12月29日 - 翌年1月1日）
    - 火曜日が祝日の場合は開館。また、学校の長期休暇中などは開館する場合がある。

## アクセス
- 埼玉新都市交通伊奈線（ニューシャトル）「鉄道博物館（大成）駅」からすぐ（徒歩1分）
- 各線「大宮駅」西口から
  - 徒歩25分
  - 東武バスウエスト、大成三丁目停留所から徒歩（約700 m）
    - 大成三丁目停留所には大宮駅西口行きの停留所がないため、1停留所前の計量検定所前停留所または1停留所先の大成小学校前停留所からの利用となる。
- 大宮駅東口から東武バスウエスト、赤芝・大宮中央総合病院入口停留所から徒歩（約800 m）
- 宮原駅西口・東口、日進駅北口 、土呂駅西口からさいたま市北区コミュニティバス、鉄道博物館南停留所から徒歩（約300 m・平日のみ運行）。
- 首都高速埼玉新都心線 新都心西出入口から約4 km
- E4 東北自動車道 岩槻ICから約9 km
  - 駐車料金は一般車・障害者は800円、大型は2,040円、自動二輪と自転車は無料

## 会員サービス

### メールマガジン
2006年10月3日に創刊し、開館までの1年間で毎月2回配信された。第25号をもって終了し既に会員の受付も終了したので、現在は「Teppa倶楽部」発行のものに移行している。

### Teppa倶楽部
前述のメールマガジンを受け継いだ会員組織で、名称は当博物館の愛称である「鉄博」と「クラブ」を合成した造語。募集開始当初はウェブサイト限定で先行受付を行ったが、開館後は郵送による受付も開始した。現在は窓口でのみ入会を受け付けている。
一般（大人）3,000円、小中高生1,500円、幼児600円の年会費を支払って入会すると、様々な特典が付いて来る。
新館の開館に伴い、2018年7月2日をもって、新規・継続での会員募集を停止して2019年7月1日で廃止となった。
これを受けて、特典の一部は南館の開館後から販売を始めた「てっぱく年間パスポート」に移行された。
- 1年間の入館無料（入館方法はSuica入館システムの節の通り）
- メールマガジンの発行
- 鉄道雑誌の年間購読や鉄道模型の割引購入
- 会員限定イベントの開催（2008年度から）
- 会員証の発行（開館当初は会員個人の顔写真入りだったが、2008年10月14日より顔写真なし）

## シンボルマーク
- 人、物を運び、文化を飛躍的に向上させて来た鉄道車両が共有する「車輪」をシンボルにした。
- 駅間をつなぐ路線を象徴にした。
- 3個の環は鉄道博物館の3つのコンセプト「鉄道」「歴史」「教育」を表す。
- 当博物館が進化、走行し続ける運動体であることを表現する。
- デザインは廣村正彰。

## その他
- 開館のきっかけの一つとして、元大宮市議会議員の久保島文雄らが中心となり、旧大宮市時代から鉄道記念施設の誘致を進めていたことがある。誘致のためにさいたま市は約25億円の基金を積み上げており、これを建設費の一部に充当して実現した。
- 当館自体が実際の車両工場に隣接しているため、大宮総合車両センターと一体化したイベントを行うことも考えられており、保存車両だけではなく、検査入場した現役車両が一時的に展示される可能性もある。また当館敷地に沿って大宮総合車両センターの検査線があるため、車両検査科[注 12]による出場試運転の車両の見学が間近で可能。
- 京葉線で運用されていたケヨ302編成の先頭車だったクハ103-713（2005年11月22日廃車）は、一旦大宮総合車両センターに留置された後、車体を半分に切断した上で2007年5月19日に当館内に搬入され館内のラーニングゾーン（現:科学ステーション）1Fで原理・仕組みや技術、安全・安定輸送システムを学ぶために使用された後、この場所が「キッズプラザ」として改装される際に塗装を白地に水玉模様に変更し、位置を移動してプラザ内の遊び場に設置された。水玉は、103系が就役時に実際に運行された首都圏の路線のラインカラーが彩色されている。同車の最終配置は京葉車両センターだったが、車体の所属表記は「千ケヨ」ではなく大宮総合車両センターを表す「宮オオ」となっている[注 13]。
- 開館日の2007年10月14日に、JR東日本はSuica（1万1千枚限定）を、埼玉新都市交通は硬券と定規のセットを開館記念として発売した。
- 鉄道博物館の開館を記念して、埼玉県内を走る秩父鉄道では、2007年7月から1000系電車（もと101系）のうち4編成を、それぞれオレンジバーミリオン（朱色1号）・スカイブルー（青22号）・カナリアイエロー（黄5号）・ウグイス色（黄緑6号の地色で先頭車前面にカナリアイエローの帯を加えた関西本線塗装）の国鉄色を模した塗装に変更した。なお、オレンジバーミリオンについては当初1011編成に塗装されたが、同編成の廃車後、1003編成に再びオレンジバーミリオンの塗装に変更、2014年3月23日の運用終了まで秩父鉄道で活躍した。
- 2009年8月29日現在、ナデ6110については車内公開が再開されマイテ39 11については車内公開が開始された。なお、ナハネフ22 1は開館当初は車内公開されていたが、公開が中止されている。
- 2009年5月1日に初めての公式DVDが発売された。
- 2011年3月5日の東北新幹線「はやぶさ」デビューに伴い、動態復元に向けて最後の仕上げを迎えていた蒸気機関車C61 20を、ミニシャトル併設の車両展示線にて10:00 - 13:00の間に一般公開した。車両展示線を使ったイベントは、博物館が開館してから初めて。なお、ミニシャトルは当日の開館から14:00までの間は運休となっている。

## 増築
2014年10月14日に博物館の増築計画が報じられ、11月5日に正式に発表された。現在ある「てっぱくひろば」を閉鎖・転用して、2015年（平成27年）8月に着工し、地上5階建て・延べ床面積約8500平方メートル・展示スペース約4800平方メートルの新館を、現在の施設のリニューアルと合わせて開館10周年となる2017年（平成29年）秋の完成を目指していた。しかし建設費の高騰などのため、着工を2016年（平成28年）7月に延期し、規模を地上4階建て・延べ床面積約6000平方メートル・展示スペース約3500平方メートルへ縮小し、太陽光発電・風力発電などのシステムの一部が設置中止とした上で、2018年（平成30年）夏に開業が延期されることが2016年2月19日に発表された。展示スペースの面積は当初現在の1.5倍の広さとなる予定であったが、1.3倍ほどになる。
2018年2月14日に、新館の開館日を同年7月5日とすることを発表し、これに先立つ形でE153-104号新幹線電車を同年3月14日に展示・公開することも併せて発表した。新館開業後は入館料及び一般駐車料金が値上げされる。
新しくなる鉄道博物館は、展示ゾーンを5つ（当初計画では6つ）の「ステーション」と位置付け、鉄道の世界を旅するように巡る構成になると共に、E5系のモックアップや400系など新たな展示物を大幅に増やし、誰もがもっと楽しめるような構成となる予定である。
2018年6月5日、「仕事」「歴史」「未来」をテーマとする3つのステーション（展示室）を新館に開設すると発表した。